# Redoxní potenciál
Redoxní potenciál (také oxidačně-redukční potenciál i redox potenciál) je vyjádření míry schopnosti redoxního systému převést jednoho z reakčních partnerů do oxidovaného stavu.
Redoxní potenciál vyjadřuje:
- redukční stav systému v milivoltech
- napětí mezi standardní vodíkovou elektrodou a příslušným oxidačně-redukčním přechodem

je dán vztahem:
{\displaystyle E=E^{0}-{\frac {0,0591}{n}}log{\frac {[A_{Red}]}{[A_{Ox}].[H^{+}]^{m}}}}      (pro 25 °C), kde
| E0     | standardní redoxní potenciál příslušné soustavy |
| n      | počet elektronů jež se vyměňují                 |
| m      | počet vodíkových iontů účastnících se reakce    |
| [ARed] | koncentrace redukované formy látky              |
| [AOx]  | koncentrace oxidované formy látky               |
| [H+]   | koncentrace vodíkových kationtů                 |

- čím více má činidlo E>0, tím větším je oxidačním činidlem, čím má E<0, tím je silnějším redukčním činidlem.

Redoxní potenciál se měří jako elektrické napětí inertní elektrody ponořené do roztoku systému proti srovnávací elektrodě se známým potenciálem.
Čím má kov zápornější hodnotu redoxního potenciálu, tím má větší schopnost uvolňovat elektrony.